# Trevor Żahra

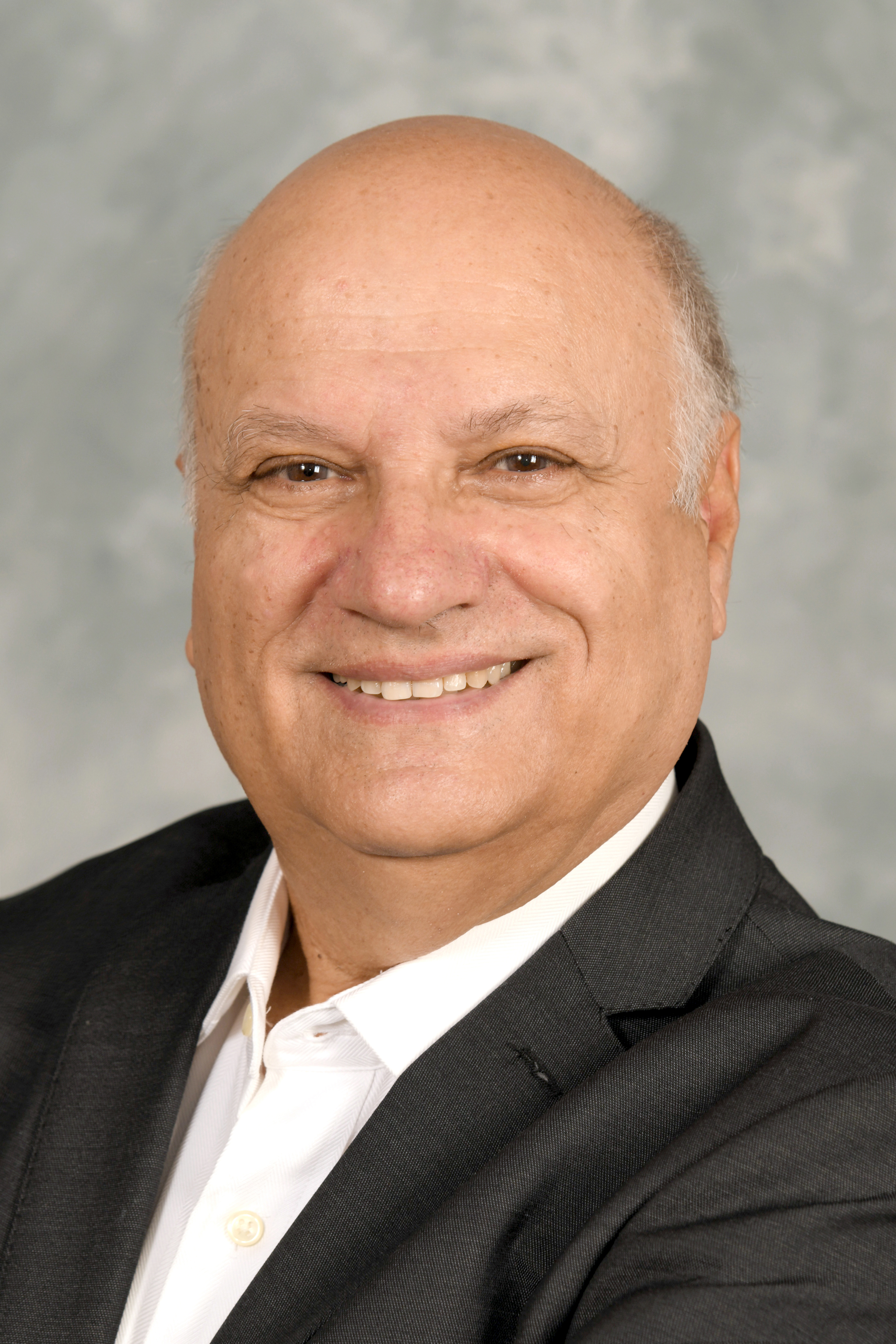
Trevor Żahra (2020)

Trevor Żahra M.Q.R. (* 16. Dezember 1947 in Żejtun) ist ein maltesischer Romanautor, Dichter, Illustrator und Übersetzer. Er hat seit 1971 mehr als 120 Bücher in der maltesischen Sprache verfasst. Er ist Autor von Romanen für Kinder und Erwachsene, Kurzgeschichten, Gedichten und Arbeitsheften.

## Leben und Werk
Żahra arbeitete über 30 Jahre als Lehrer an staatlichen Schulen, wo er Kunst und Maltesisch unterrichtete. Trevor Żahra war mit Stella Żahra (geborene Agius; † 1989) verheiratet. Gemeinsam haben sie zwei Kinder, Ruben und Marija.
1971 veröffentlichte er seinen ersten Roman, ein Abenteuerbuch für Kinder mit dem Titel Il-Pulena tad-Deheb (wörtl.: Die goldene Galionsfigur).
Żahra gestaltet seine Kinderbücher mit seinen eigenen Zeichnungen. Außerdem entwarf er 2001 zwei Europamarken für MaltaPost.
Im Laufe seiner Karriere erhielt Żahra zahlreiche Malteser Literaturpreise, darunter 15-mal den nationalen Literaturpreis Maltas. Zu den preisgekrönten Büchern gehören Taħt il-Weraq tal-Palm (wörtl.: Unter den Palmblättern), Is-Seba' Tronġiet Mewwija (wörtl.: Die sieben gefüllten Grapefruits), Ħolm tal-Milied (wörtl.: Weihnachtsträume), Lubien (wörtl.: Im Halbschlaft), Taħt Sema Kwiekeb (wörtl.: Unter einem Sternenhimmel), Provenz (wörtl.: Provinz) and X'Tixtiequ Jagħmel il-Fenek? (wörtl.: Was soll der Hase tun?). Am 13. Dezember 2004 wurde Żahra mit der maltesischen Verdienstmedaille, der Midalja ghall-Qadi tar-Repubblika, ausgezeichnet. Im Jahr 2020 wurde er während der nationalen Buchpreisverleihung mit dem Preis für das Lebenswerk im Bereich Literatur ausgezeichnet.
Einige seiner Romane wurden ins Englische und ins Französische übersetzt.